# Dragsviki
Dragsviki (eller Dragsvik) är en by i Sogndals kommun i Vestland fylke i västra Norge. Orten ligger på norra sidan av Sognefjorden, vid mynningen av fjordarmen Fjærlandsfjorden. Här finns ett färjeläge där riksväg 13 genom färjeförbindelser med Hella på andra sidan Fjærlandsfjorden och Vangsnes på andra sidan Sognefjorden på denna sida möter fylkesväg 55 och fylkesväg 613.